# Daniel Tamayo
Daniel Felipe Tamayo Gómez (* September 1989 in Medellín) ist ein kolumbianischer Jazzmusiker (Gitarre, Komposition), der seit 2015 in Köln lebt.

## Leben und Wirken
Tamayo begann im Alter von vier Jahren in einem Einführungskurs an der Universidad de Antioquia mit dem Musizieren. Bald darauf erhielt er Musikunterricht an der Yamaha Music Academy, wo er seine Vorliebe für die Gitarre entdeckte. 2007 begann er ein Studium mit dem Schwerpunkt klassische Gitarre an der privaten Escuela de Administración, Finanzas e Instituto Tecnológico in seiner Geburtsstadt Medellín, wechselte aber dann zur Jazzgitarre. Im Masterstudium dort spezialisierte er sich auf Komposition. Daneben spielte er im Orquesta Filarmónica de Medellín 2012 in dessen Concierto de Bandas Sonoras de Cine. Als Komponist und Dirigent gehörte er zur Big Band der Escuela de Administración, Finanzas e Instituto Tecnológico, mit der einige seiner Werke beim dortigen Jazz Festival und dem Colombo Americano Jazz Festival von Medellin aufgeführt wurden. Daneben absolvierte er Meisterkurse bei  Kurt Rosenwinkel und Gilad Hekselman. 2015 erhielt er ein Stipendium für ein Aufbaustudium in Musikkomposition an der Hochschule für Musik und Tanz Köln, wo er von Siegfried Koef, Florian Ross, Hendrik Soll, Joachim Ullrich und Frank Reinshagen unterwiesen wurde.
Seitdem ist Tamayo als Gitarrist und Komponist in verschiedenen Projekten in Europa tätig, aber auch in New York und Medellín. Er spielte mit Musikern wie Sam Farley, Ari Hoenig, Pablo Held, Casey Dickey, Gilad Hekselman, Rob Horsting, Antonio Arnedo, Joost Swart, Chris Morrissey, Dan Dorff und Ben van den Dungen. 2021 veröffentlichte er mit seinem Quintett, zu dem Yaroslav Likhachev, Moritz Preisler, Conrad Noll und Simon Bräumer gehören, das Album Unjustified Paranoia bei Unit Records. 2024 folgte mit diesem Quintett und dem Gitarristen und Elektroniker Víctor Acevedo das Album Por la fuerza del hábito.
Tamayo war als Komponist in den letzten Jahren für das Bujazzo und das Subway Jazz Orchestra sowie das Brass Quintet in Lorca (Spanien) tätig. Auch schrieb er Kammer- und sinfonische Musik, während seines Kompositionsstudiums No Strings Attached für ein Ensemble, das ein Kammerorchester und eine Jazzband kombiniert.

## Preise und Auszeichnungen
Tamayo gewann 2015 den Preis der Jury für den internationalen Jazz Kompositionswettbewerb beim Silesian Jazz Festival in Katowice. 2016 nahm er erfolgreich am internationalen Kompositionswettbewerb 2016 des Bujazzo teil. 2017 erhielt er den Kompositionspreis des Concorso Michele Novaro in Italien.